# Mẹ ma than khóc La Llorona
Mẹ ma than khóc La Llorona (tên gốc tiếng Anh: The Curse Of La Llorona) là phim điện ảnh kinh dị siêu nhiên của Mỹ năm 2019 do Michael Chaves đạo diễn, với phần kịch bản do Mikki Daughtry và Tobias Iaconis đảm nhiệm. Đây là phần phim thứ sáu trong Vũ trụ The Conjuring. Dựa trên văn hóa dân gian La Llorona của người Mỹ Latinh, tác phẩm có sự tham gia diễn xuất của Linda Cardellini, Raymond Cruz và Patricia Velásquez, và theo chân một người mẹ ở Los Angeles trên đường cứu con mình khỏi một linh hồn độc ác. Tác phẩm do James Wan chịu trách nhiệm sản xuất.
Mẹ ma than khóc La Llorona được công chiếu ra mắt tại sự kiện South by Southwest vào ngày 15 tháng 3 năm 2019 và được phát hành tại Hoa Kỳ vào ngày 19 tháng 4 năm 2019. Phim nhận được nhiều đánh giá tiêu cực tứ giới chuyên môn, với những lời chỉ trích chủ yếu nhắm vào việc tác phẩm quá phụ thuộc vào mà hù họa bất ngờ. Tác phẩm thu về 123 triệu USD toàn cầu so với kinh phí 9 triệu USD, trở thành phim điện ảnh có doanh thu thấp nhất trong Vũ trụ The Conjuring, mặc dù vẫn là một thành công lớn về doanh thu phòng vé.

## Nội dung
Năm 1673 ở México, một gia đình chơi trên một cánh đồng và con trai út tặng mẹ một sợi dây chuyền. Cậu bé nhắm mắt lại một lúc, và khi cậu mở chúng ra, gia đình cậu đã mất tích. Cậu bé tìm nhìn thấy mẹ mình đang dìm anh trai mình chết đuối trong một dòng suối. Quá kinh hoàng, cậu bỏ chạy nhưng mẹ cậu bắt được cậu ta và cũng dìm cậu.
300 năm sau, vào năm 1973 tại Los Angeles, nhân viên phụ trách người Tây Ban Nha Anna Tate-Garcia điều tra vụ mất tích của hai đứa con của Patricia Alvarez. Anna đến nhà của Patricia để kiểm tra phúc lợi. Bên trong, cô thấy những đứa trẻ bị nhốt sau cánh cửa, và Patricia tấn công cô và bị cảnh sát bắt đi. Con của Patricia, anh em Carlos và Tomas, bảo Anna hãy giữ chúng trong phòng để chúng được bảo vệ. Phớt lờ cảnh báo của họ, cô đưa các cậu bé đến cảnh sát. Tại một nơi trú ẩn cho các dịch vụ trẻ em, Tomas đi bộ một cách tê liệt qua cơ sở và Carlos đi theo cậu bé cho đến khi Tomas chỉ vào một tấm gương nơi cả hai cậu bé nhìn thấy một người phụ nữ mặc váy trắng.
Anna được gọi để điều tra cái chết của các cậu bé, được tìm thấy bị chết đuối dưới sông. Đưa hai đứa con của mình là Chris và Sam, cô bảo chúng ở trong xe trong khi cô điều tra hiện trường vụ án mạng. Cô nghe thấy Patricia, bị buộc tội giết người của con trai mình, hét lên rằng đó là lỗi của Anna khi lấy con trai của cô, và Patricia đã cố gắng ngăn chặn thế lực độc ác của người phụ nữ mặc áo trắng, "La Llorona".
Chris rời khỏi xe để tự điều tra và bị La Llorona bắt giữ, để lại vết cháy trên cánh tay. Anh ta vội vã quay lại xe, nhưng La Llorona lại xuất hiện và khiến cậu ta bị sốc. Ngày hôm sau, Sam cũng bị linh hồn tóm lấy, để lại vết cháy giống hệt trên cánh tay. Anna phỏng vấn Patricia, người có chứng cứ ngoại phạm về cái chết của con trai và nói với cô về La Llorona. Patricia tiết lộ rằng trong lòng căm thù Anna, cô đã cầu nguyện cho La Llorona đưa con của Anna và đưa các chàng trai của mình trở về. Anna gặp La Llorona khi linh hồn cố gắng dìm Sam vào bồn tắm. Cô cứu Sam và con ma cũng để lại vết cháy trên cánh tay Anna. Sáng hôm sau, Anna tìm kiếm sự giúp đỡ từ Cha Perez, người liên quan đến vụ án với những trải nghiệm trước đây của ông ta với một con búp bê sứ bị ma ám. Perez nói với Anna về cựu linh mục Rafael Olvera, người có thể giúp thoát khỏi thực thể. Rafael đến nhà Anna, dựng nến và các vật dụng khác để bảo vệ gia đình. Trong đêm, La Llorona liên tục tấn công họ và cố gắng dìm Anna và Sam xuống hồ bơi.
Patricia đến, cố gắng đưa con của Anna cho La Llorona để đổi lấy chính mình. Sam và Chris chạy trốn trong khi Anna cầu xin Patricia dưới tầng hầm; Patricia lấy lại cảm giác và thả Anna ra, cho phép cô giúp đỡ các con của mình. Chris trì hoãn La Llorona bằng cách cho cô ấy thấy một sợi dây chuyền Anna cởi ra trong hồ bơi, điều này khiến La Llorona nhanh chóng mặc lấy vẻ ngoài của cô ấy. Sam sau đó vô tình tiết lộ một chiếc gương đưa La Llorona ra khỏi hình dạng con người của cô và tiến hành tấn công bọn trẻ. Anna đâm cô qua ngực bằng cây thánh giá làm từ Cây Lửa - những cây mọc bên bờ sông nơi La Llorona dìm chết những đứa con của ả ,'nhân chứng' duy nhất cho tội ác của ả ta - và linh hồn bị phá hủy. Anna và các con cảm ơn Rafael vì sự giúp đỡ của anh ấy; Khi lũ trẻ chạy vào nhà, Anna thấy những gì trông giống như một vũng nước mắt.

## Diễn viên
- Linda Cardellini vai Anna Tate-Garcia
- Roman Christou vai Chris Garcia
- Jaynee-Lynne Kinchen vai Samantha Garcia
- Raymond Cruz vai Rafael Olvera
- Patricia Velásquez vai Patricia Alvarez
- Marisol Ramirez vai La Llorona (The Weeping Woman)
- Sean Patrick Thomas vai Detective Cooper
- Tony Amendola vai Cha Perez[4]
- Oliver Alexander vai Carlos
- Aiden Lewandowski vai Tomas
- Irene Keng vai Donna
- DeLaRosa Rivera vai David Garcia
- Madeleine McGraw vai April
- Sophia Santi vai Bocanegra / Female customer
- Jethan Camarena vai Simon
- Fontana Sim vai Carol
- Scarlett Black vai Millie
- Don Roberson vai Wealthy Man

## Sản xuất
Ngày 9 tháng 10 năm 2017, các nguồn tin xác nhận hãng New Line Cinema sẽ phân phối một bộ phim kinh dị của đạo diễn Michael Chaves, với James Wan cùng nhà biên kịch của Chú hề ma quái và Annabelle là Gary Dauberman sẽ đảm nhiệm vai trò sản xuất. Dự án phim lúc đó đang lấy tên là The Children, và được đổi lại thành Mẹ ma than khóc La Llorona vào tháng 7 năm 2018. Tháng 10 năm 2017, Linda Cardellini được tuyển vào vai một bà mẹ đơn thân và cũng là nhân vật chính của tác phẩm. Sean Patrick Thomas và Raymond Cruz cũng được xác nhận sẽ góp mặt trong bộ phim.
Trailer đầu tiên đăng tải đã tiết lộ diễn viên Tony Amendola sẽ tham gia dự án vai nhân vật Cha Perez, vốn cũng xuất hiện trong phim điện ảnh Annabelle. Tháng 3 năm 2019, Mẹ ma than khóc La Llorona được tiết lộ sẽ là một phần của Vũ trụ The Conjuring, trở thành phần phim thứ sáu của thương hiệu này. Quá trình quay phim chính hoàn thành vào tháng 11 năm 2017.

## Phát hành
Mẹ ma than khóc La Llorona được công chiếu ra mắt tại sự kiện South by Southwest vào ngày 15 tháng 3 năm 2019. Phim được Warner Bros. Pictures và New Line Cinema cho công chiếu tại các rạp ở Hoa Kỳ và một số vùng lãnh thổ khác vào ngày 19 tháng 4 năm 2019. Hãng phim đã chi ước tính khoảng 35–40 triệu USD cho các hoạt động quảng cáo nội địa.
Mẹ ma than khóc La Llorona được phát hành dưới định dạng Digital HD vào ngày 16 tháng 7 năm 2019 và dưới các định dạng đĩa vật lý Blu-ray và DVD vào ngày 6 tháng 8 năm 2019.

## Đón nhận

### Doanh thu phòng vé
Mẹ ma than khóc La Llorona thu về 54,7 triệu USD chỉ tính riêng tại thị trường Mỹ và Canada và 68,4 triệu USD tại các quốc gia và vùng lãnh thổ khác, đưa tổng mức doanh thu toàn cầu lên tới 123,1 triệu USD, so với kinh phí sản xuất bộ phim là 9 triệu USD, trở thành bộ phim có doanh thu thấp nhất của thương hiệu The Conjuring. Deadline Hollywood ước tính lợi nhuận ròng của bộ phim là 45,6 triệu USD, sau khi tổng hợp số liệu về doanh thu và các khoản chi.
Tại thị trường Mỹ và Canada, Mẹ ma than khóc La Llorona dự kiến thu về 15–17 triệu USD từ 3.372rạp chiếu phim trong dịp cuối tuần ra mắt. Phim thu về 11,8 triệu USD trong ngày đầu tiên công chiếu, bao gồm 2,75 triệu USD thu về từ suất chiếu sớm đêm thứ Năm, và tiếp tục thu về doanh thu cao ngoài dự kiến với con số 26,5 triệu USD sau ba ngày cuối tuần ra mắt, đứng quán quân về doanh thu phòng vé tuần công chiếu. 49% khán giả của dịp cuối tuần ra mắt là người Tây Ban Nha. Phim thu về 8 triệu USD trong dịp cuối tuần thứ hai công chiếu, rớt 69,5% so với số liệu của dịp cuối tuần ra mắt, về thứ ba trên bảng xếp hạng doanh thu phòng vé.

### Đánh giá chuyên môn
Trên hệ thống tổng hợp kết quả đánh giá Rotten Tomatoes, phim nhận được 28% lượng đồng thuận dựa theo 186 bài đánh giá, với điểm trung bình là 4,6/10. Các chuyên gia của trang web nhất trí rằng, "Với phần nội dung chỉ đi vào những màn hù dọa bất ngờ thay vì tập trung khai thác tiềm năng rùng rợn của câu chuyện, Mẹ ma than khóc La Llorona chỉ vừa mới ra rạp đã hoàn toàn sụp đổ." Trên trang Metacritic, phần phim đạt số điểm 41 trên 100, dựa trên 28 nhận xét, chủ yếu là những ý kiến trái chiều. Lượt bình chọn của khán giả trên trang thống kê CinemaScore cho phần phim điểm "B−" trên thang từ A+ đến F, trong khi đó trang PostTrak cho biết 48% số khán giả cho phim phản hồi tích cực, cùng với đánh giá 2,5 trên 5 sao.

### Giải thưởng
| Năm  | Giải thưởng                 | Hạng mục                                      | Đề cử                      | Kết quả |
| ---- | --------------------------- | --------------------------------------------- | -------------------------- | ------- |
| 2019 | Giải California on Location | Quản lý của năm – Phim điện ảnh của hãng phim | Adam Robinson              | Đề cử   |
| 2019 | Giải Golden Trailer         | Áp phích kinh dị xuất sắc nhất                | Mẹ ma than khóc La Llorona | Đề cử   |
| 2019 | MTV Movie & TV Awards       | Trình diễn đáng sợ nhất                       | Linda Cardellini           | Đề cử   |